# Mucugê
Mucugê är en kommun i Brasilien.   Den ligger i delstaten Bahia, i den östra delen av landet, 800 km öster om huvudstaden Brasília. Antalet invånare är 10 548.
Omgivningarna runt Mucugê är huvudsakligen savann. Runt Mucugê är det mycket glesbefolkat, med 4 invånare per kvadratkilometer.